# Gerard Jonker
Gerard Jonker (* 1931 in Den Haag; † 2016) war ein niederländischer Fußballschiedsrichter.

## Werdegang
Jonker leitete zwischen 1972 und 1979 Spiele in der Eredivisie. Zum Abschluss seiner aktiven Laufbahn wurde ihm die Spielleitung im Endspiel um den KNVB-Pokal 1978/79 angetragen. Ajax Amsterdam und der FC Twente '65 trennten sich nach Verlängerung 1:1-Unentschieden, der 3:0-Erfolg von Ajax im Wiederholungsspiel wurde von Jan Keizer gepfiffen.
Jonker zeigte am 13. August 1972 die erste Gelbe Karte nach deren Einführung im niederländischen Fußball, diese erhielt Eltje Edens vom SC Veendam im Spiel gegen den HVC Amersfoort.
In den 1960er Jahren gehörte Jonker, der hauptberuflich einen Klempnerbetrieb führte, zeitweise dem Vorstand der Den Haager Schiedsrichtervereinigung an.